# Darren Ferguson
Darren Ferguson (Glasgow, 9 de Fevereiro de 1972) é um treinador e ex-futebolista escocês que atuava como meio-campista. Atualmente, dirige o Peterborough United.
Darren é filho do também treinador Sir Alex Ferguson.

## Carreira
Revelado nas categorias de base do Manchester United, Darren teve sua primeira chance profissional em 1990, com apenas dezoito anos. Apesar disso, não teve muitas oportunidades na equipe principal durante as quatro temporadas em que permaneceu. Sua principal temporada nos Red Devils, foi a 1992/93, onde disputou quinze partidas (o títular na posição, Bryan Robson, havia se lesionado), e conquistado o título inglês.
Sem chances na equipe de Manchester, Darren se transferiu para o Wolverhampton Wanderers, por duzentos e cinquenta mil libras. Nas cinco temporadas em que defendeu os Wolves, Darren foi responsável por sua equipe terminar na zona dos playoffs para a Premier League, mas acabou não conseguindo a classificação. Durante outras duas vezes, o Wolverhampton terminou entre os dez primeiros, mas não o bastante para conseguir o acesso para a elite inglesa.
Em janeiro de 1999, ele se transferiu, por empréstimo, para o Sparta Roterdã, dos Países Baixos. Ficou até o fim da temporada, retornando ao Wolverhampton, mas logo em seguinda, se transferindo para o Wrexham, de Gales, que alternava entre a quarta e terceira divisão inglesa. Durante sete temporadas e meia, Darren disputou mais de trezentas partidas e marcou mais de cinquenta gols.
Ainda em sua passagem pelos Red Dragons, esteve por três oportunidades cotado para ser o treinador da equipe. A primeira, em 2001, após a demissão de Brian Flynn, mas Joey Jones acabou assumindo o cargo. A segunda, também em 2001, quando Jones foi despedido, sendo Darren novamente cotado para o cargo, porém novamente foi preterido por um treinador mais experiente. E a terceira aconteceu em 2007, com a demissão de Denis Smith. Nesta última, após não ter conseguido o cargo de treinador, deixou o clube, assinando com o Peterborough United em seguida, onde seria jogador-treinador.

## Como treinador
Darren, filho do também treinador Sir Alex Ferguson, começou sua carreira como treinador no Peterborough United, onde assumiu em 20 de janeiro de 2007 (época em que seu pai completava vinte anos à frente do Manchester United), após o treinador anterior, Keith Alexander, ter sido despedido por seis derrotas consecutivas. Apesar de assumir o clube em meados da temporada, conseguiu levá-lo ao décimo lugar.
Em sua primeira temporada completa, conseguiu conquistar um segundo lugar, garantindo sua promoção para a terceira divisão. Durante a disputa da quarta divisão, Darren foi eleito o melhor treinador do mês de março de 2008, após seis vitórias em oito partidas.
Já na terceira temporada a frente dos Posh (segunda completa), Darren conseguiu conquistar um segundo lugar novamente, e, mais uma vez garantindo sua promoção, após uma vitória sobre o Colchester United por 1 a 0. Dessa vez, garantiu a promoção para a segunda divisão. E, como no ano anterior, foi eleito o melhor treinador do mês de março.
Em 9 de novembro de 2009, após um começo de temporada decepcionante, onde os Posh conquistaram apenas duas vitórias em dezesseis partidas na liga, acabou se demitindo. Quase dois meses depois, em 6 de janeiro de 2010, Ferguson foi contratado pelo Preston North End. Porém, acabaria sendo demitido em 29 de dezembro de 2010, após conquistar apenas treze vitórias em 49 partidas. Pouco tempo depois, em 12 de janeiro de 2011, foi anunciado seu retorno ao Peterborough.
Tendo assumido o clube na sétima posição durante o campeonato, o Peterborough, sob seu comando, terminou na quarta posição, garantindo uma vaga nos play-offs. Após uma derrota por 3 x 2 na primeira partida das semifinais para o Milton Keynes Dons, venceu o mesmo adversário na segunda por 2 x 0. Na final, disputada em partida única, o United venceu o Huddersfield Town por 3 x 0, garantido seu retorno à segunda divisão inglesa.
Doncaster Rovers
Em 2016 assinou contrato com o Doncaster Rovers.